# Karla (Rusia)
Craterul Karla este un crater de impact meteoritic în Tatarstan, Rusia.

## Date generale
Acesta este de 10 km în diametru și are vârsta estimată la 5 ± 1 milioane de ani (probabil pliocen). Craterul este expus la suprafață.